# Owen (Wisconsin)
Owen é uma cidade localizada no estado norte-americano de Wisconsin, no Condado de Clark.

## Demografia
Segundo o censo norte-americano de 2000, a sua população era de 936 habitantes.
Em 2006, foi estimada uma população de 885, um decréscimo de 51 (-5.4%).

## Geografia
De acordo com o United States Census Bureau tem uma área de
4,8 km², dos quais 4,7 km² cobertos por terra e 0,1 km² cobertos por água. Owen localiza-se a aproximadamente 134 m acima do nível do mar.

## Localidades na vizinhança
O diagrama seguinte representa as localidades num raio de 20 km ao redor de Owen.